# Veicoli da trasporto Dodge

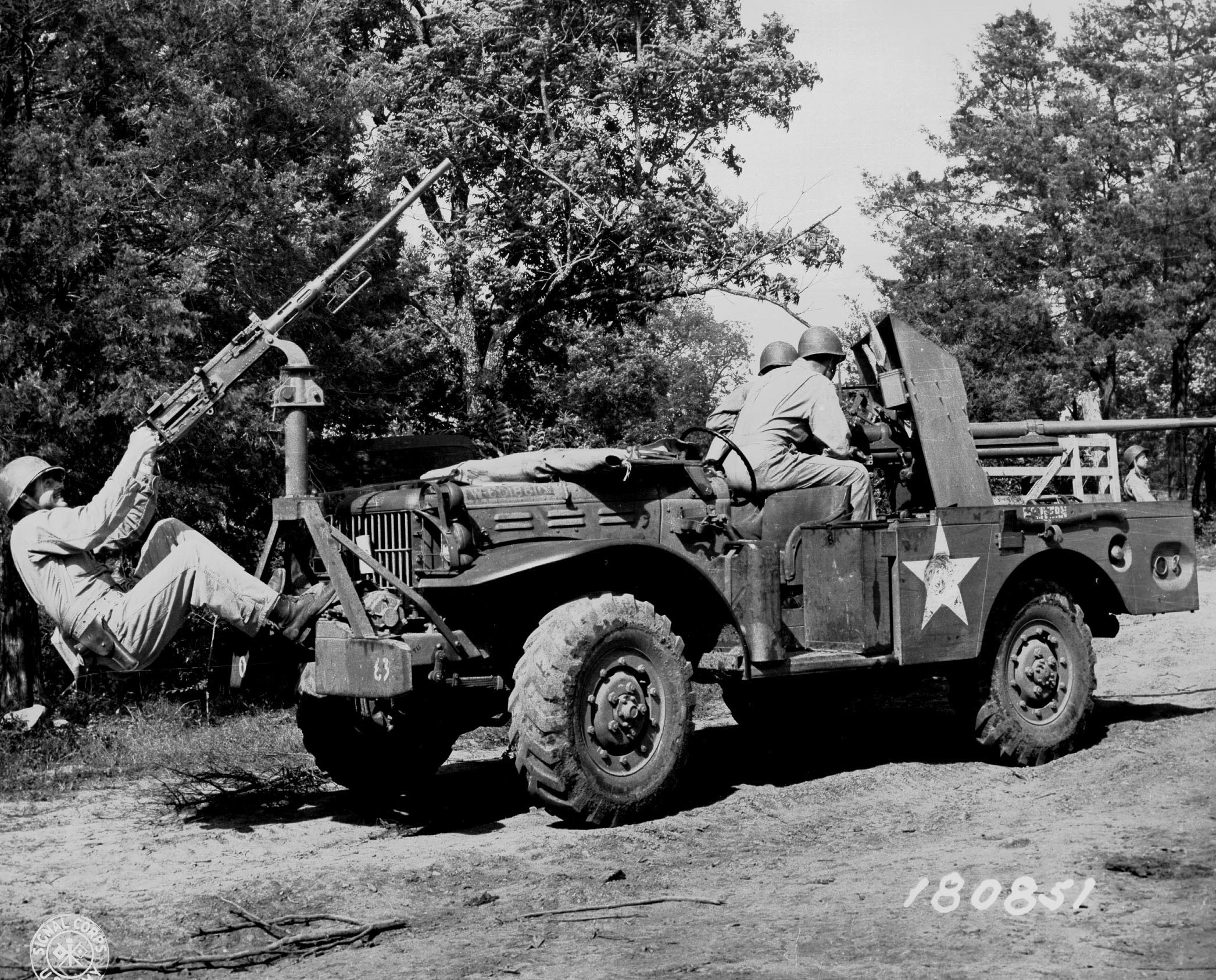
Veicolo armato Dodge T214 WC 55, indicato come M6 37 mm carrier (denominazione ufficiale)

Nel corso della seconda guerra mondiale la Dodge, una società del gruppo Chrysler, progettò e costruì diverse serie di veicoli da trasporto ruotati, con capacità di carico variabili da ½ t a 2 ½ t. Questi veicoli furono utilizzati dall'esercito statunitense su tutti i teatri di guerra  e, in alcuni casi, furono distribuiti anche agli alleati in base alla legge affitti e prestiti.

## Architettura
L'architettura dei veicoli Dodge, pur nelle differenze legate ai diversi impieghi ed alle diverse caratteristiche, era molto simile, con motore anteriore e trazione o posteriore o totale, il radiatore era protetto da una griglia a maglie larghe, il cofano era squadrato e la cabina poteva essere aperta o chiusa. Ogni veicolo aveva un model code (codice modello), che individuava il tipo di allestimento, e quindi l'impiego, del veicolo. Nella tabella in fondo alla voce sono riportati i model code per tutti i veicoli.
Le sospensioni per tutti i veicoli erano a balestra, semiellittica con ammortizzatori idraulici. Freni idraulici a tamburo sulle ruote. Telaio "a scala" (due longheroni collegati da un certo numero di traverse) in acciaio ad alto contenuto di carbonio, con un rinforzo di 17 mm in corrispondenza dell'asse posteriore.
In genere tutti gli "half ton" (veicoli da mezza tonnellata) avevano la stessa struttura e le stesse dimensioni, rendendo quindi molto difficile distinguere fra loro le varie serie.

## Motorizzazioni
I motori montati sui veicoli Dodge erano tutti elaborazioni dal motore a ciclo Otto Dodge testata "L" a 6 cilindri la cui cilindrata, nel corso della guerra, passò da 3294 a 3372 cm3 (201,3 a 230,2 cuin), mentre la potenza passò da 79 a 94 hp. In fondo alla voce è riportata una tabella con le motorizzazioni usate nei vari veicoli.

## Dodge ½ t 4x2 T112
Montava il motore Dodge L da 3548 cm3, l'interasse era di 295 cm, i model code per i veicoli costruiti nel 1941 erano compresi fra WC36 e WC39, mentre per quelli costruiti nel 1942 erano compresi fra WC47 e WC50, furono costruiti in totale 733 veicoli di questo tipo, tutti nel corso dei due anni indicati sopra. Fu costruito in un numero limitato di esemplari soprattutto in considerazione del fatto che, avendo la trazione solo sulle ruote posteriori, le capacità di movimento fuori strada erano drasticamente limitate, tanto che non fu prevista nessuna versione fornita di verricello.

## Dodge ½ t 4x4 T202
Basato un veicolo civile del 1938 era equipaggiato con il motore Dodge L da 3294 cm3 e 79 HP, peso con le dotazioni standard 1911 kg nella versione VC3 e 1937 kg nella versione VC1, interasse di 295 cm (model code da VC1 a VC6), ne furono costruiti 4640 dei vari allestimenti, tutti nel 1940. Sul modello VC5 fu montata una mitragliatrice M2 Browning 0,5 (nella versione raffreddata ad acqua) su un affusto a piedistallo per la difesa contraerei dei convogli, ma non sembra che la soluzione abbia superato lo stadio di prototipo. Ne fu prodotta anche una versione blindata (non sono noti gli spessori delle lamiere di protezione) con doppi pneumatici posteriori, anche questa non superò lo stadio di prototipo.

## Dodge ½ t 4x4 T207
Era equipaggiato con il motore Dodge L da 3567 cm3 e 78 HP, velocità massima 99 km/h , peso a vuoto 2101 kg (modello WC1), 2297 kg (modello WC8) o  2163 kg (modello WC4), interasse di 295 cm (model code da WC1 a WC11), ne furono costruiti 31646 per gli Stati Uniti, con 7 diversi allestimenti, tutti nel 1941.
Il modello WC1 e WC5 Fu costruito anche in Canada come Truck 8 cwt 4x4 dalla Chrysler Canada, con la denominazione interna T212, le uniche modifiche erano legate ai differenti pneumatici ed al fatto di avere la guida a destra, non è noto quanti veicoli siano stati costruiti per l'esercito canadese, certamente più di 500, probabilmente 3000. Il motore canadese inoltre era leggermente potenziato rispetto a quello statunitense, avendo una cilindrata di 3573 cm3.

## Dodge ½ t 4x4 T211
Aveva caratteristiche analoghe al T207, essendo equipaggiato con lo stesso motore (Dodge L da 3567 cm3 e 78 HP), interasse 295 cm (model code da WC12 a WC20), ne furono costruiti 17560, tutti nel 1941. Il modello WC20 (che aveva un interasse di 312 cm, come le ambulanze WC18) venne attrezzato, a cura dell'esercito, come officina mobile per riparazioni direttamente sul campo di battaglia, con doppi pneumatici posteriori ed il peso a vuoto dai 2659 kg.

## Dodge ½ t 4x4 T215
Era equipaggiato con il motore Dodge L da 3772 cm3 e 92 HP, interasse 295 cm, peso (versione WC27) 2046 kg, (model code da WC21 a WC40), ne furono costruiti 15883, tutti nel 1941.

## Dodge ¾ t 4x4 T214

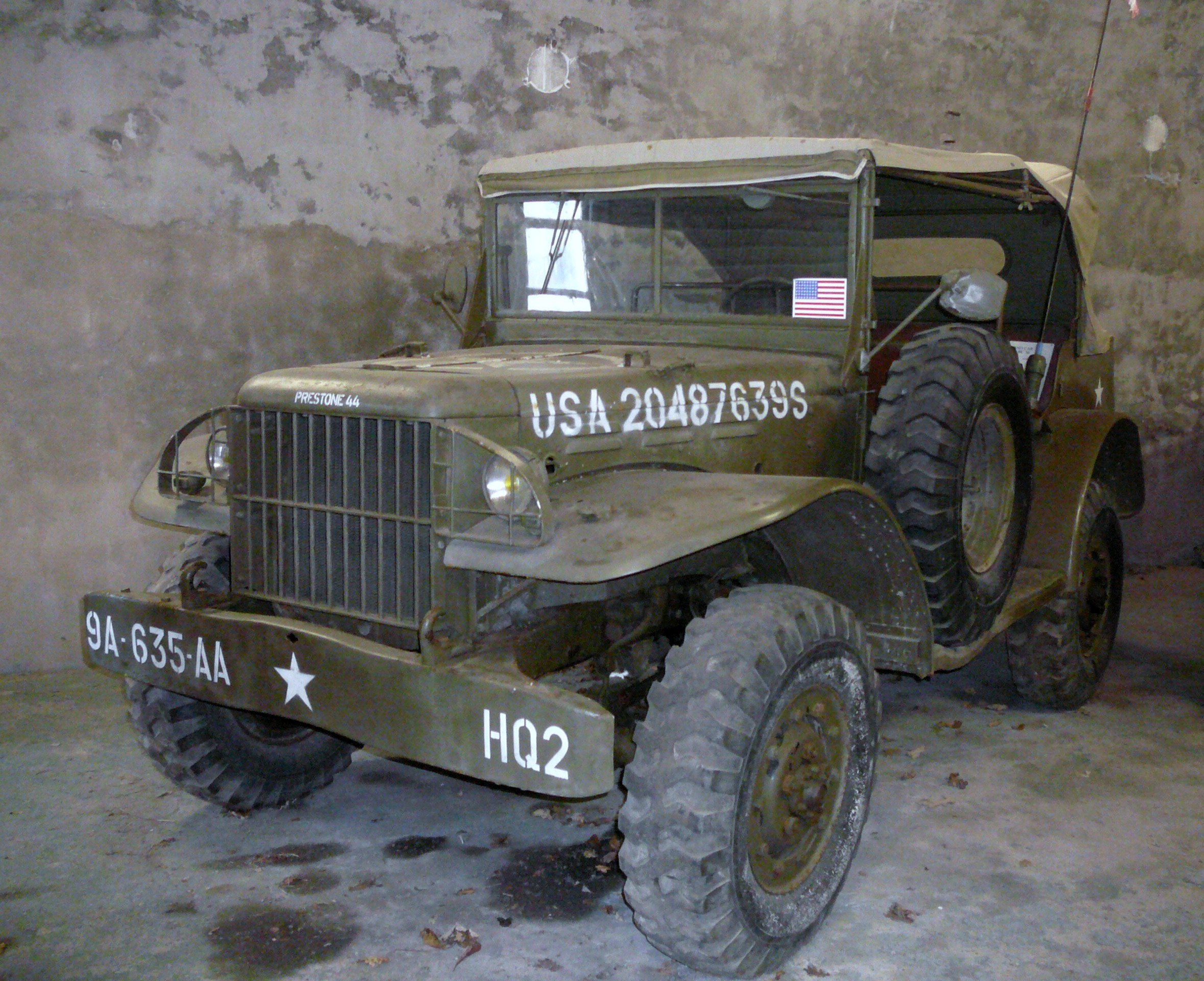
Un esemplare di Dodge T214 custodito nel Forte Montbarey a Brest.

I veicoli da ½ t si dimostrarono un po' troppo leggeri per le missioni che dovevano essere svolte in ambito militare, quindi la Dodge sviluppò, verso la fine del 1941, una nuova classe di veicoli, ancora non esistente all'epoca, cioè i ¾ t, praticamente basandosi sulla stessa architettura, ben provata, già usata per i veicoli di classe minore, aumentando tuttavia la potenza e le dimensioni generali. In competizione con la Dodge la Ford propose un suo veicolo, che, tuttavia, non venne accettato. Questi veicoli vennero definiti dalla Chrysler "Jeep Big Brother" e talvolta erano indicati colloquialmente dai militari come "Beep" (Big jeep). I veicoli erano equipaggiati con i motori Dodge L da 3772 cm3 e 92 HP, interasse 249 cm (model code WC51, WC52, WC55 e WC56, WC57, WC58) o 290 cm (model code WC53) o 307 cm (model code WC54, WC59, WC 60), ne furono costruiti in totale 150819, nel periodo 1942-45, rendendolo uno dei veicoli più diffusi nell'esercito statunitense, secondo solo alla Jeep ed al CCKW 6x6. La velocità massima era di circa 108 km/h. Oltre ai modelli standard furono prodotti due prototipi di veicolo per la direzione di operazioni terrestri, uno con sedili per otto passeggeri ed uno con sedili per due passeggeri e lo spazio per l'installazione di un apparato radio a lunga portata, in entrambi i prototipi il sistema elettrico era a 12 V, invece che a 6 V come lo standard dei veicoli USA, ed erano stati predisposti in modo da essere indistinguibili dai veicoli normali alla ricognizione aerea.
Ebbe una certa diffusione nel 1942 il modello WC55, in cui sul cassone posteriore era montato un cannone controcarri M3A1 37 mm, la cui denominazione ufficiale era M6 37 mm carrier. Il cannone, sebbene montato in modo poter essere brandeggiato per 360°, generalmente era utilizzato sparando in ritirata, cosa che diminuiva notevolmente l'utilità tattica del veicolo.

## Dodge 1 ½ t 4x2 T118
Nel periodo 1941-42 furono costruiti 516 di questi veicoli, che presentavano solo una cabina chiusa sul telaio nudo,  interasse 343 cm, con il model code WF31, non si hanno documenti sul loro utilizzo.

## Dodge 2 ½ t 4x2 T234
Questo veicolo fu usato solamente nel teatro di guerra di Birmania e India aveva un motore Dodge L da 3957 cm3 che erogava 99 HP, probabilmente erano conversioni del T118, di cui non si conosce il numero di veicoli prodotti.

## Dodge 1 ½ t 4x4 T203
Veicolo da trasporto medio meno complesso meccanicamente del T223, ma con un maggiore spazio per il carico, montava il motore Dodge L da 3957 cm3 che erogava 99 HP a 3000 rpm, interasse 363 cm (model code da VF401 a VF407), ne furono costruiti 6411 (in maggioranza dei modelli VF401 e VF404, entrambi indicati come cabina chiusa e cassone) tutti nel 1940.

## Dodge 1 ½ t 4x4 TE30
Era basato su un veicolo commerciale e montava il motore Dodge L da 3957 cm3 che erogava 99 HP a 3000 rpm, interasse 363 cm, costruito in 5369 esemplari nel periodo 1940-42, la velocità massima era limitata a 85 km/h. Era in grado di trainare 1360 kg e trasportare un carico uguale. La carrozzeria normale era a cassone, tuttavia 390 furono costruiti con cassone ribaltabile. L'autocarro con verricello, costruito in 1000 esemplari, aveva un carico pagante limitato a 1100 kg.

## Dodge 1 ½ t 6x6 T223
Veicolo da trasporto medio con i model code WC62 o WC63 (questo con verricello), dimensioni: lunghezza 5461 mm (senza verricello), larghezza 2108 mm, altezza 2172 mm (con il telone di copertura) o 1575 mm (solo i componenti meccanici del veicolo), montava il motore Dodge "L" da 3772 cm3, che erogava 92 HP a 3200 rpm, interasse 318 cm, con cassone per il trasporto di personale o carichi, peso del veicolo totalmente equipaggiato (senza verricello) 3137 kg. Fu costruito un totale di 43224 veicoli nel periodo 1943-45. I componenti meccanici erano praticamente uguali a quelli del T214. Sul telaio furono costruiti anche un veicolo armato con un complesso binato Browning 12,7 mm su affusto Maxson M33 ed un veicolo lanciarazzi armato con il complesso MRLMC T75 che usava tubi lunghi 366 cm di 114 mm (4,5 in) di calibro (rimasti entrambi solo allo stadio di prototipo). Un certo numero di questi veicoli venne costruito dalla Fargo, sempre della Crysler Corporation. Ad Aberdeen furono effettuati esperimenti per caricare questo veicolo sotto il ventre di un C-54, tuttavia questi esperimenti non ebbero seguito a causa del danno alla stabilità di volo dovuta alla presenza di un simile carico agganciato alla fusoliera dell'aereo. Un numero imprecisato di veicoli fu fornito alla Gran Bretagna e all'URSS nell'ambito della legge Lend-Lease.

## Tabella modelli
In questa tabella sono date le correlazioni fra i numeri di identificazione ed i tipi di carrozzeria per le serie di veicoli Dodge
|                                           | T202 | T203                     | T207    | T211       | T214      | T215             | T112        | T118 |
| Pick-up (cabina chiusa)                   | VC3  | VF401/VF402, VF404/VF405 | WC1     | WC12, WC14 |           | WC40, WC25, WC47 | WC38, WC47  |      |
| Pick-up (cabina aperta)                   | VC5  |                          | WC3/WC4 | WC13       | WC51/WC52 | WC21, WC22       |             |      |
| Pick-up (senza sedili)                    | VC4  |                          | WC5     |            |           |                  |             |      |
| Carico generico                           | VC6  |                          | WC10    | WC17       | WC53      | WC26, WC48       | WC36, WC48  |      |
| Ribaltabile                               |      | VF403, VF406             |         |            |           |                  |             |      |
| Ricognizione                              | VC1  |                          | WC6/WC7 | WC15       | WC56/WC57 | WC23/WC24        |             |      |
| Veicolo radio                             | VC2  |                          | WC8     | WC16       | WC58/WC64 | WC25             |             |      |
| Furgone                                   |      |                          | WC11    | WC19       |           | WC42, WC49       | WC37, WC49  |      |
| Officina                                  |      |                          |         |            | WC60      | WC41             |             |      |
| Manutenzione                              |      |                          |         |            | WC60      | WC43             |             |      |
| Veicolo armato                            |      |                          |         |            | WC55      |                  |             |      |
| Ambulanza                                 |      | VF407                    | WC9     | WC18       | WC54      | WC27             |             |      |
| Veicolo per installazione cavi telefonici |      |                          |         |            | WC59      | WC43             | WC 39, WC50 |      |
| Cabina chiusa senza corpo                 |      |                          |         | WC20       |           | WC41             |             | WF31 |

Nel caso che compaiano due numeri separati da una barra, il primo si riferisce al veicolo senza verricello ed il secondo allo stesso veicolo con verricello, nel caso che siano separati da virgole indicano modelli analoghi ma con particolari secondari differenti. Se vengono indicati due numeri vedere il testo per le differenze fra i veicoli.

## Tabella motori
In questa tabella sono indicate le caratteristiche generali dei motori utilizzati sui veicoli Dodge, tutti derivati dal motore Dodge con testata a "L" a 6 cilindri.
| Codice veicolo | Alesaggio (mm) | Corsa (mm) | Cilindrata (cm³) | Rapporto di compressione | Coppia massima (N m) | Potenza massima (hp) |
| T202           | 79,4           | 111,1      | 3294             | 6,7/1                    | 208                  | 79                   |
| T203           | 85,7           | 114,3      | 3957             | 6,5/1                    | 255                  | 99                   |
| T207           | 82,6           | 111,1      | 3567             | 6,5/1                    | 222                  | 78                   |
| T211           | 82,6           | 111,1      | 3567             | 6,5/1                    | 222                  | 78                   |
| T214           | 82,6           | 117,5      | 3772             | 6,7/1                    | 244                  | 92                   |
| T215           | 82,6           | 117,5      | 3772             | 6,7/1                    | 249                  | 99                   |
| T223           | 82,6           | 117,5      | 3772             | 6,7/1                    | 244                  | 92                   |